# Tadeusz Kaczor
Tadeusz Kaczor (ur. 10 stycznia 1947) – honorowy konsul generalny Republiki Węgierskiej (od 2004), przedsiębiorca, filantrop, Wielki Mistrz Międzynarodowego Zakonu Rycerskiego św. Jerzego (2009–2018).

## Życiorys
Pochodzi z Łodzi, w której pełni od września 2004, funkcję Konsula Honorowego Węgier, z siedzibą przy ul. Mielizny 13. Od 1984 jest członkiem Towarzystwa Przyjaźni Polsko-Węgierskiej, w którym od 1987 pełnił funkcję wiceprezesa. W ramach działalności w towarzystwie propaguje polską historię w węgierskich szkołach, a węgierską w polskich. Był pierwszym Polakiem, który został członkiem Zakonu Rycerskiego św. Jerzego (2004). 30 stycznia 2009 w Londynie został nominowany na urząd Wielkiego Mistrza Międzynarodowego Zakonu Rycerskiego św. Jerzego, którą to funkcję, w związku z pogarszającym się stanem zdrowia, piastował do 2018. Posiada tytuł seniora Wielkiego Mistrza Zakonu. Był prezesem firmy ochroniarskiej Atos (do 2002), a od 2020 jest prezesem spółki European.
10 października 2006 ufundował i odsłonił na fasadzie bazyliki archikatedralnej św. Stanisława Kostki w Łodzi tablicę poświęconą węgierskiemu powstaniu w 1956 r. Uczestniczył także w przekazaniu Węgrom dziesięciu polskich żubrów. Od 2015 ma obywatelstwo węgierskie.

### Działalność dobroczynna
Od 2006 jest członkiem Zakonu Pułkowników Kentucky zajmującego się dobroczynnością (2006). Jako członek Międzynarodowego Zakonu Rycerskiego św. Jerzego zajmuje się pomocą dzieciom ze środowisk zagrożonych, domów dziecka, ludziom starszym oraz krzewi patriotyzm. Jest sponsorem i organizatorem kolonii dla dzieci z Domów dziecka w Łodzi oraz w Szentes na Węgrzech, a także międzynarodowych obozów dla młodzieży z różnych krajów Europy. Wspiera Związek Żołnierzy Wojska Polskiego, niosąc pomoc emerytom i rencistom związku o sponsorując przedsięwzięcia – zawody strzeleckie o puchar prezesa Zarządu Wojewódzkiego ZŻWP, wycieczki na Węgry, organizuje uroczystości.

## Wyróżnienia
- Honorowy Obywatel Romhány (2008)[16],
- Honorowy Obywatel Segedynu (2017)[17][16]
- stopień 3 gwiazdkowego generała armii Węgier[16],
- Honorowy Pułkownik Zakonu Pułkowników Kentucky[15][16],
- Doktor honoris causa w dziedzinie Politcal Sciences – Diplomacy na Wydziale Nauk Politycznych i Stosunków Międzynarodowych Pro Deo State University w Nowym Jorku (2014)[16].

## Odznaczenia
- Złoty Krzyż Zasługi (1998)[10][18],
- Medal Pamiątkowy ZŻWP (2002)[16],
- Odznaka „Za Zasługi dla Miasta Łodzi” (2005)[6],
- Krzyż Oficerski Orderu Zasługi Republiki Węgierskiej (2006) – za rozwój węgiersko-polskich stosunków społeczno-gospodarczych oraz za organizację i wsparcie obchodów 1956 r.[19][10],
- Order Uśmiechu (2007)[20],
- Węgierski Krzyż Zasługi za Ojczyznę (2009)[16],
- Krzyż Oficerski Orderu Zasługi Republiki Węgierskiej (2012) – w uznaniu działalności na rzecz rozwoju stosunków węgiersko-polskich oraz zacieśniania współpracy kulturalnej i gospodarczej[21],
- Złoty Medal z Gwiazdą ZŻWP (2016)[16],
- Krzyż Kawalerski Orderu Odrodzenia Polski (2017)[9] – za wybitne zasługi w rozwijaniu polsko-węgierskiej współpracy, za popularyzowanie polskiej kultury i działalność społeczną[22],
- Medal 600-lecia Łodzi (2023)[23] – za budowanie w Łodzi dobrych relacji polsko-węgierskich o dbałość o pamięć tychże relacji na przestrzeni dziejów[24],
- Medal za Zasługi Stowarzyszenia Kawalerów Orderu Wojennego Virtuti Militari[16],

Posiada także inne odznaczenia polskie, węgierskie oraz amerykańskie.